# Hippomedon incisus
Hippomedon incisus is een vlokreeftensoort uit de familie van de Lysianassidae. De wetenschappelijke naam van de soort is voor het eerst geldig gepubliceerd in 1930 door K.H. Barnard.